# Бегишев, Файзурахман Арифович
Файзурахман Арифович Бегишев (1911—1987) — советский геолог-нефтяник. Лауреат Ленинской премии (1962).
Родился 11 ноября 1911 года в селе Азеево Елатомского уезда.
Окончил Казанский университет (1936) и Академию нефтяной промышленности (1956, заочно).
В 1936—1942 годах работал в Главгидрострое: геолог, прораб, начальник партии. В 1942—1949 годах в тресте «Куйбышевнефтеразведка» объединения «Куйбышевнефть»: старший геолог, заместитель начальника, с 1945 года начальник геологического отдела. В 1949—1950 годах главный геолог конторы турбинного бурения «Ставропольнефтегаза». В 1950—1957 годах главный геолог треста и объединения «Татнефть». В 1957—1966 годах главный геолог Управления нефтяной промышленности Татарского совнархоза.
Первооткрыватель Ромашкинского, Новоелховского, Бондюжского месторождений нефти. Заслуженный деятель науки и техники Татарской АССР с 1961 года. Член КПСС с 1962 года. В том же году удостоен Ленинской премии за участие в создании и применении на Ромашкинском месторождении новой системы разработки нефтяных месторождений с использованием внутриконтурного заводнения.
В 1966—1979 годах заместитель начальника, главный геолог Главвостокнефтедобычи, начальник отдела Главного геологического управления Миннефтепрома СССР.
Почётный нефтяник, заслуженный деятель науки и техники РСФСР. Награждён орденами и медалями.
Умер 16 августа 1987 года в Казани в гостях у своей сестры Бегишевой Ханифы Арифовны. Похоронен в Самаре (в то время Куйбышеве).